# Фетейра (Орта)
Фетейра (порт. Feteira) — район (фрегезия) в Португалии, входит в округ Азорские острова. Расположен на острове Файял. Является составной частью муниципалитета Орта. Население составляет 1612 человека на 2001 год. Занимает площадь 14,62 км².
Покровителем района считается Святой Дух (порт. Divino Espírito Santo).